# Christian Jourdan
Christian Jourdan (Sainte-Foy-la-Grande, 31 december 1954) is een voormalig Frans wielrenner. 

## Belangrijkste overwinningen
1978
Ronde van Gironde
1979
3e etappe Ronde van de Aude
1982
Parijs-Camembert
3e etappe Ronde van Romandië
1983
Parijs-Camembert
4e etappe Critérium du Dauphiné Libéré
1984
Ronde van Piëmont

## Resultaten in voornaamste wedstrijden
| Jaar | Ronde van Italië | Ronde van Frankrijk | Ronde van Spanje |
| ---- | ---------------- | ------------------- | ---------------- |
| 1979 |                  | 68e                 |                  |
| 1980 |                  | opgave              |                  |
| 1981 |                  |                     |                  |
| 1982 |                  | opgave              |                  |
| 1983 |                  | 45e                 |                  |
| 1984 |                  | opgave              |                  |
| 1985 | 29e              | 71e                 |                  |
| 1986 | 49e              |                     |                  |
| 1987 | opgave           |                     |                  |
| 1989 |                  | 118e                | 126e             |

| Jaar | Waalse Pijl | Parijs-Tours |
| ---- | ----------- | ------------ |
| 1979 |             | 98e          |
| 1980 |             |              |
| 1981 | 85e         | 32e          |
| 1982 | 29e         |              |
| 1983 |             |              |
| 1984 |             |              |
| 1985 | 40e         |              |
| 1986 |             |              |
| 1987 |             |              |
| 1989 |             |              |

Wielerploegen van Christian Jourdan
Bazzo ·
Cabare ·
Durant ·
Jourdan ·
Le Menn ·
Macé ·
Martínez ·
Michel ·
Muselet ·
Patritti ·
Pescheux ·
Pipart ·
Poirier ·
Rosiers ·
Vallet ·
Vanoverschelde
Alban ·
Bazzo ·
Demeyre ·
Durant ·
Jourdan ·
Le Menn ·
Martínez ·
Michel ·
Muselet ·
Pescheux ·
Pipart ·
Poirier ·
Rosiers ·
Sherwen ·
Vallet ·
Van Den Haute ·
Vandenbroucke ·
Vanoverschelde · 
Bondue (stagiair)
Alban ·
Bazzo ·
Bondue ·
Demeyre ·
Durant ·
Guyot ·
Jourdan ·
Larpe ·
Martínez ·
Michel ·
Pescheux ·
Sherwen ·
Vallet ·
Van Den Haute ·
Vandenbroucke ·
Vanoverschelde
Alban ·
Bazzo ·
Bondue ·
De Muynck ·
De Wilde ·
Demeyre ·
Dithurbide ·
Durant ·
Guyot ·
Jourdan ·
Larpe ·
Maas ·
Sherwen ·
Simon ·
Vallet ·
Van Den Haute ·
Vandenbroucke ·
Vanoverschelde
Alban ·
Biondi ·
Bondue ·
Corre ·
De Maerteleire ·
De Muynck ·
De Wilde ·
Dithurbide ·
Gallopin ·
Guyot ·
Jourdan ·
Levavasseur ·
Sherwen ·
Simon ·
Vallet ·
Van Den Haute ·
Vandenbroucke ·
Vanoverschelde
Arnaud ·
Bérard ·
Bernard ·
Cornillet ·
De Vooght ·
Eriksen ·
Frei ·
Gomez ·
Guernion ·
Gutmann ·
Hinault ·
Jourdan ·
Le Guilloux (tot 15/09) ·
Leleu ·
Rault ·
Rüttimann ·
Vallet ·
Vigneron ·
Wiss
Andersen ·
Arnaud ·
Bauer ·
Bérard ·
Bernard ·
Cornillet ·
Eriksen ·
Gomez ·
Hinault ·
Jourdan ·
Leleu ·
LeMond ·
Rault ·
Rüttimann ·
Salomon ·
Vallet ·
Vigneron ·
Winterberg ·
Wiss
Andersen ·
Bauer ·
Bérard ·
Bernard ·
Chevallier ·
Dubois ·
Eriksen ·
Garnier ·
Hafliger ·
Hampsten ·
Hinault ·
Jourdan ·
Knickman ·
Kuum ·
Leleu ·
LeMond ·
Rault ·
Rogers ·
Rüttimann ·
Salomon ·
Vigneron ·
Winterberg ·
Wiss (tot 31/03)
Andersen ·
Barteau ·
Bauer ·
Bérard ·
Bernard ·
Chevallier ·
Dubois ·
Gaigne ·
D. Garde ·
J-C. Garde ·
Garnier ·
Hafliger ·
Imboden ·
Jourdan ·
Kappes ·
Knickman ·
Kuum ·
Lammerts ·
Leblanc ·
Leclercq ·
Leleu ·
LeMond ·
Richard ·
Rüttimann ·
Winterberg
Arnould ·
Bernard ·
Bezault ·
Bincoletto ·
Biondi ·
Chevallier ·
Gaigne ·
Garnier ·
Gayant ·
Guay ·
Hanegraaf ·
Jourdan ·
Kappes ·
Lammerts ·
Leblanc ·
Leleu ·
M. Madiot ·
Y. Madiot ·
Philipot ·
Poisson ·
Riis ·
Stumpf
Bagot ·
Bölts ·
Caritoux ·
Claveyrolat ·
Colotti ·
Esnault · 
Jourdan ·
Laurent · 
Lino · 
Manin · 
Mottet · 
A. Pedersen ·
P. Pedersen ·
Pineau · 
Rezze ·
Ribeiro ·
Sanders ·
Vallet ·
Vermote ·
Wüst